# Amietia poyntoni
Espèce
Statut de conservation UICN

 LC  : Préoccupation mineure
Amietia poyntoni est une espèce d'amphibiens de la famille des Pyxicephalidae.

## Répartition
Cette espèce se rencontre dans le sud de la Namibie et dans le nord de l'Afrique du Sud.

## Publication originale
- Channing & Baptista, 2013 : Amietia angolensis and A. fuscigula (Anura: Pyxicephalidae) in southern Africa: a cold case reheated. Zootaxa, no 3640, p. 501-520.